# 瓜叶千里光
瓜叶千里光（学名：[Senecio cinerifolius] 错误：{{Lang}}：文本有斜体标记（帮助））为菊科千里光属下的一个种。

## 扩展阅读
- 維基物種上的相關：瓜叶千里光